# Sete Santos de Marraquexe

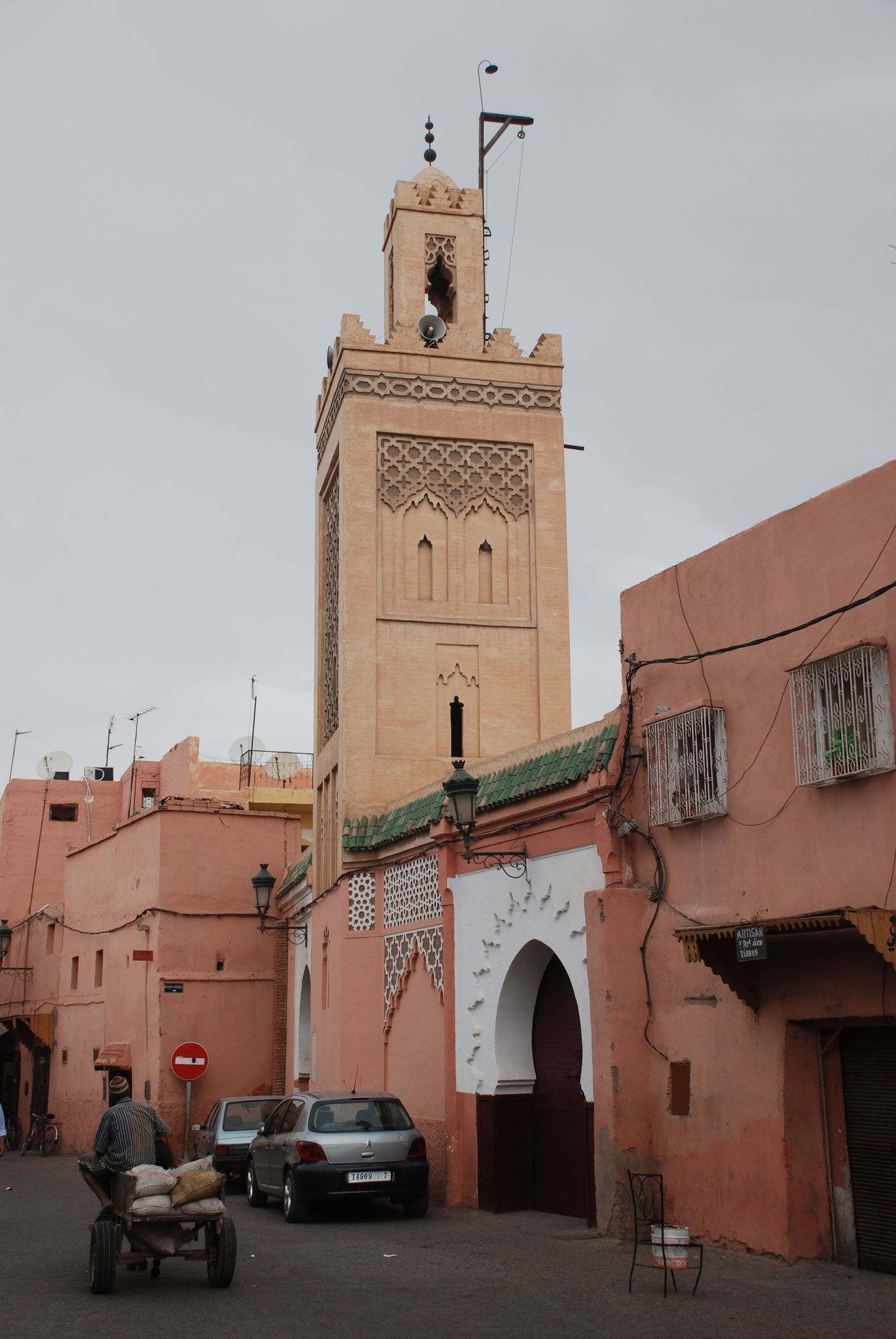
Mausoléu de Cide Maomé ibne Solimão (Aljazuli)

Sete Santos de Marraquexe ou Sabatu Rijal é a designação  dada a sete eruditos e santos sufis muçulmanos ligados à cidade de Marraquexe ou que ali têm os seus mausoléus. A instituição foi criada a pedido do sultão alauita de Mulei Ismail de Marrocos no início do século XVIII, quando o sufismo se encontrava no seu auge de popularidade, por Abu Ali Haçane Iussi, proeminente académico e escritor marroquino sufista. Os túmulos dos santos foram então trasladados para Marraquexe para atrair peregrinos e a peregrinação associada aos Sete Santos é atualmente uma instituição firmemente estabelecida.[carece de fontes?]

## Lista dos Sete Santos de Marraquexe
A ordem de apresentação é a mesma da usada pelos peregrinos que vistam os túmulos.[carece de fontes?]
- Cide Iúçufe ibne Ali Sangaji — um leproso de origem iemenita, morreu em 1196.[2]
- Cádi Iade ibne Muça — jurista islâmico (cádi, juiz) e teólogo, autor do Ax-Xifa, um tratado sobre as virtudes de Maomé, viveu entre 1083 e 1149.[3]
- Cide Bel Abás — Cide Amade Abu Alabás Alcazeraji Assabti; nasceu em Ceuta em 1129 e morreu em Marraquexe em 1204.[4] É conhecido como o padroeiro de Marraquexe e é o santo mais venerado na região.
- Cide Maomé Aljazuli — Cide Maomé ibne Solimão Aljazuli Assinlali, também conhecido como Cide Maomé ibne Solimão; morto em 1465, o seu nome está ligado à zauia (fraternidade ou ordem sufista) Jazuli, fundada e seu discípulo, o também Sab´atu Rijal: Ataba.[5]
- Cide Ataba — Abdalazize Ataba; morto em 1499 ou 1508; foi o fundador da zauia Jazuli (ou de Aljazuli).[6]
- Abedalá Algazuani — Abu Maomé Abedalá Algazuani, também conhecido ou grafado como Maulá, Algazuani e Mul el Ksour; morto em 1528 ou 1529.[7]
- Cide Abu Alcácime Assuaili — Abedalá Assuaili ou Cide Suail; também conhecido como Imame Assuiani; viveu entre 1114 e 1185.[8]